# 巴哈布 (满洲镶蓝旗)
巴哈布（1868年？—20世纪？） 字效然，满洲镶蓝旗人，清朝及中华民国政治人物。

## 生平
巴哈布曾为清朝兵部笔帖式，河南候补直隶州知州，历任陆军部主事，陆军第六镇执事官，吉林度支司佥事，正红旗汉军副都统。
中华民国成立后，他充吉林临时省议会常任议员，后担任镶蓝旗满洲都统兼署副都统，劝办八旗生计事宜，京畿军政执法处随办营务，约法会议议员。
此后其生平不详。